# Dustin Loose

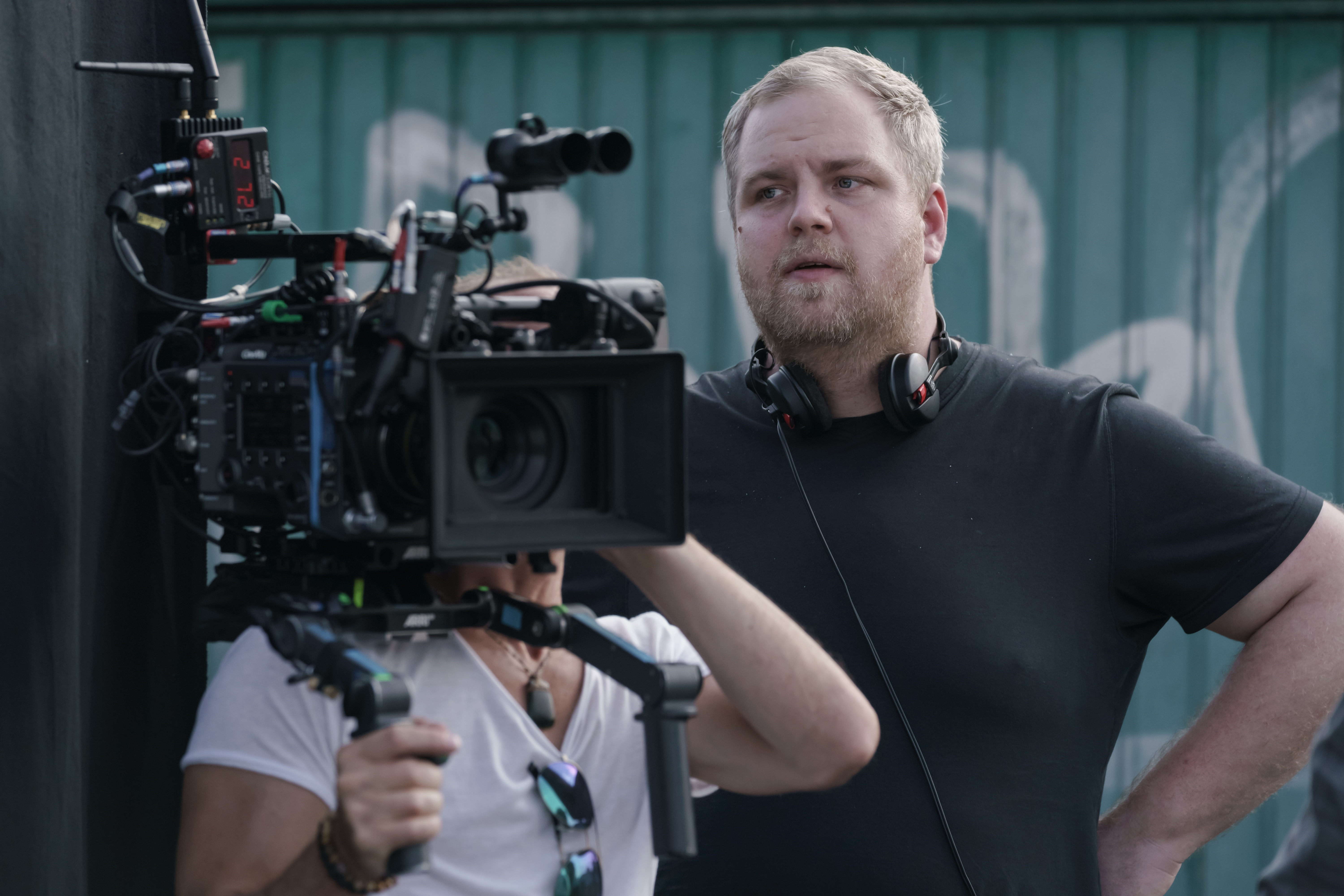
Dustin Loose (2019)

Dustin Loose (* 23. November 1986 in Bonn, Nordrhein-Westfalen) ist ein deutscher Regisseur und Drehbuchautor.

## Leben und Arbeit
Dustin Loose wurde 1986 in Bonn geboren und begann im Jahr 2001 seine Arbeit zunächst als Schauspieler und dann als Regieassistent am Jungen Theater Bonn. Darauf folgten Tätigkeiten am Theater Bonn, unter anderem für die Regisseure Christoph Schlingensief, Werner Schroeter oder Rimini Protokoll.
Nach ersten eigenen Theaterinszenierungen folgten einige Kurzfilme und im Jahr 2005 der eigenproduzierte Kinofilm Rolltreppe abwärts, nach dem gleichnamigen Jugendbuch-Bestseller von Hans-Georg Noack. Der Film stieß auf großes öffentliches Interesse, da er beinahe ausschließlich von Jugendlichen gemeinschaftlich produziert wurde und Loose während seiner Regietätigkeit noch Abiturient war. Im Februar 2006 brachte der Filmverleih Zorro Film den Film bundesweit in die Kinos.
Von 2007 bis 2014 absolvierte Dustin Loose sein Studium Regie/Szenischer Film an der Filmakademie Baden-Württemberg. Im Rahmen des Studiums entstanden zahlreiche Kurzfilme, die auf nationalen sowie internationalen Filmfestivals aufgeführt wurden.
Looses Diplomfilm an der Filmakademie Baden-Württemberg war Erledigung einer Sache, nach der gleichnamigen Kurzgeschichte des schwedischen Autors Håkan Nesser. Der Kurzfilm ist eine Koproduktion mit dem SWR Fernsehen und Arte, er wurde für zahlreiche Preise nominiert und im September 2015 mit dem Studenten-Oscar in der Kategorie Foreign ausgezeichnet. Sein TV-Debüt gab er mit dem Tatort: Déjà-vu, der im Januar 2018 in der ARD ausgestrahlt wurde.
Loose ist Mitglied im Bundesverband Regie (BVR).

## Filmografie (Auswahl)
- 2005: Rolltreppe abwärts (Drehbuch und Regie)
- 2008: Das Schuhwerk von Soldaten (Regie)
- 2009: Personenschaden (Drehbuch und Regie)
- 2011: Die Hand vor Augen (Drehbuch und Regie)
- 2013: Zu Risiken und Nebenwirkungen (Regie)
- 2014: Erledigung einer Sache (Regie)
- 2018: Tatort: Déjà-vu (Regie)
- 2018: Tatort: Der höllische Heinz (Regie)
- 2020: Mein Altweibersommer (Regie)
- 2022: ZERV – Zeit der Abrechnung (Regie)
- 2022: Polizeiruf 110: Daniel A. (Regie)
- 2023: Der neue Freund (Regie)
- 2025: Die Affäre Cum-Ex (Regie)
- 2025: Die Nichte des Polizisten (Regie)

## Auszeichnungen
- 2005: Nominierung für den Deutschen Nachwuchsfilmpreis für Rolltreppe abwärts
- 2014: Nominierung für den First Steps Award in der Kategorie Kurzfilm für Erledigung einer Sache
- 2014: Nominierung für den Studio Hamburg Nachwuchspreis als Bester Kurzfilm für Erledigung einer Sache
- 2015: Gewinner des Student Academy Awards der Academy of Motion Picture Arts and Sciences für Erledigung einer Sache
- 2015: Gewinner des Jurypreises beim Eat My Shorts – Hagener Kurzfilmfestival für Erledigung einer Sache